# إميليا باغلي
إميليا باغلي (بالإنجليزية: Amelia Bagley)‏ هي قابلة نيوزيلندية، ولدت في 2 أكتوبر 1870، وتوفيت في 30 يناير 1956.